# VdB 153
vdB 153 è una nebulosa a riflessione visibile nella costellazione del Cefeo.
La sua posizione si individua nella parte meridionale della costellazione, a circa 30 primi d'arco in direzione WSW della stella 25 Cephei, di magnitudine 5,75; appare come una debole luminosità diffusa attorno alla stella centrale, con un dettaglio ad arco posto a nord ovest della stessa. La stella centrale, una stella blu di sequenza principale di classe spettrale B2 V, conferisce alla nebulosa un colore azzurrognolo. Questa stella è nota con la sigla BD+61 2292. La stella al momento non possiede una misurazione di parallasse utile, quindi la sua distanza non è conosciuta con certezza.